# ATLAS (Detektor)
Koordinaten: 46° 14′ 8,7″ N, 6° 3′ 18,3″ O; CH1903: 493278 / 121422

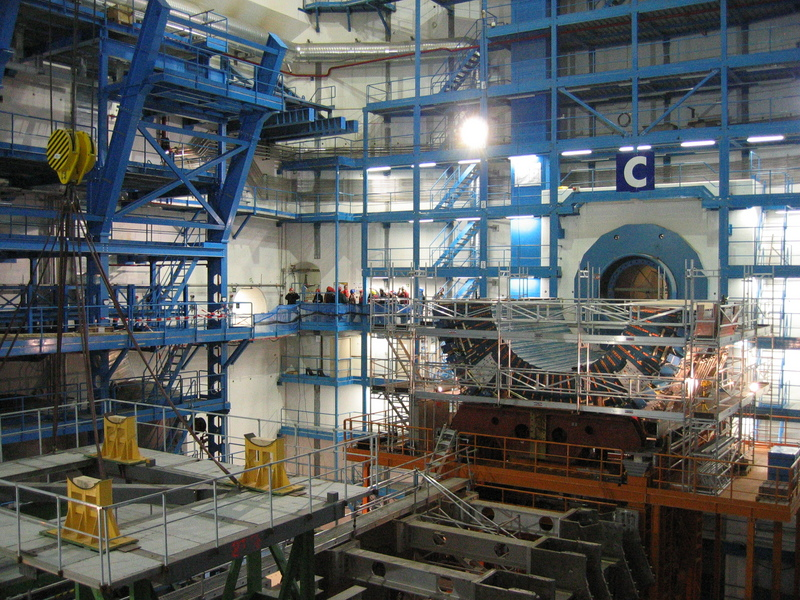
ATLAS-Kaverne, Oktober 2004

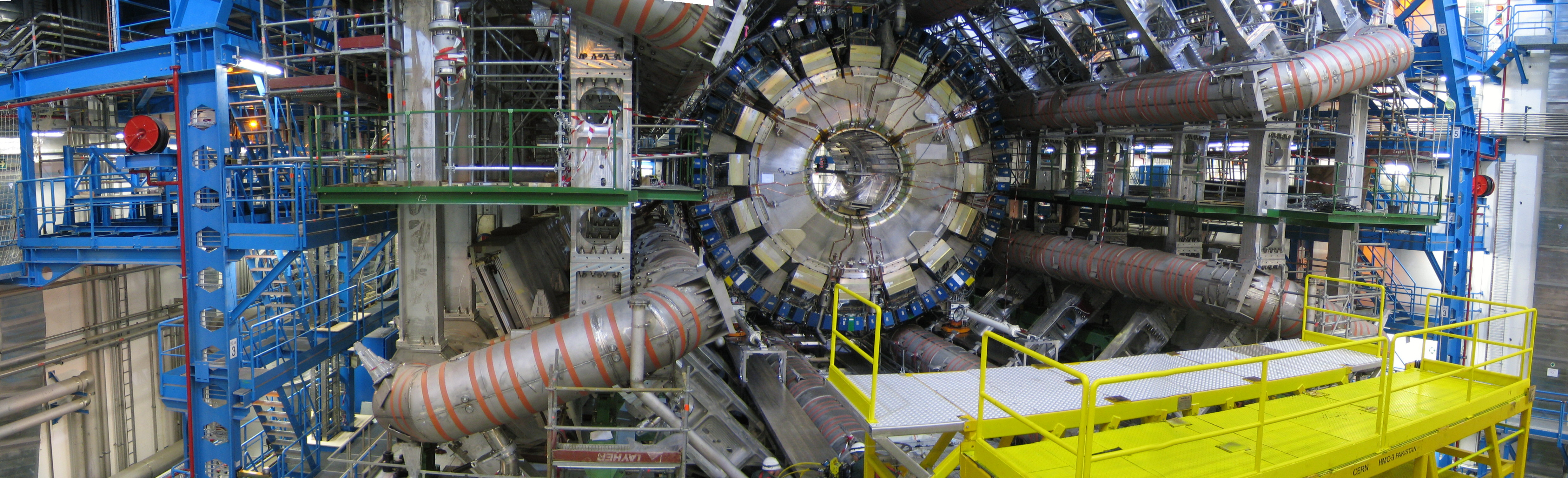
ATLAS, November 2005

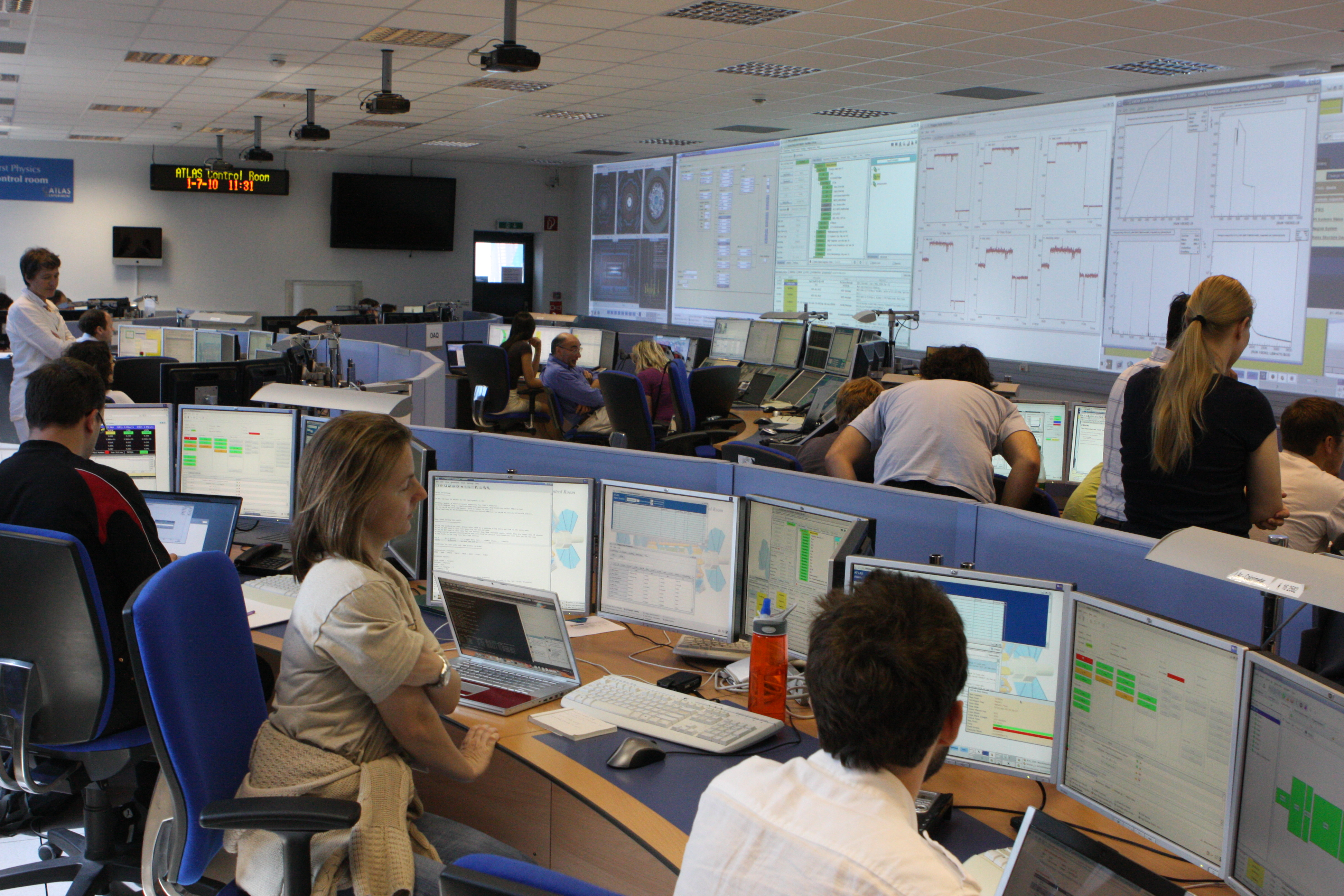
Der ATLAS-Kontrollraum zur Techniküberwachung

ATLAS ist ein Teilchendetektor am Large Hadron Collider (LHC), einem Teilchenbeschleuniger am europäischen Kernforschungszentrum CERN. ATLAS war ursprünglich ein Apronym für A Toroidal LHC ApparatuS (siehe Atlas, auf Deutsch etwa: „Ein torusförmiger LHC-Apparat“), wird aber mittlerweile nur noch als Eigenname benutzt. Unter anderem wurde mit ATLAS das Higgs-Boson, ein für die Erklärung der Masse wichtiger Bestandteil, nachgewiesen. Außerdem sollen die derzeit kleinsten bekannten Bausteine der Materie, Leptonen und Quarks, auf eine etwaige Substruktur hin untersucht werden. Parallel zu ATLAS verfolgt auch der CMS-Detektor ein ähnliches Physikprogramm, sodass ein Ergebnis eines Experiments am jeweils anderen überprüft werden kann. Am ATLAS-Experiment nehmen mehr als 7600 Forscher aus etwa 215 Instituten weltweit teil.
Der Bau des LHC wurde im Februar 2008 abgeschlossen, die ersten Teilchenkollisionen fanden 2009 statt. Geplant ist der Betrieb von ATLAS bis mindestens 2035.
Sprecher der Kollaboration ist seit 1. März 2021 Andreas Hoecker. Vorher waren Karl Jakobs (2017–2021), David Charlton (2013–2017), Fabiola Gianotti (2009–2013) und Peter Jenni (1995–2009) Sprecher der Kollaboration.
2012 entdeckte die ATLAS-Kollaboration zusammen mit der unabhängig arbeitenden CMS-Kollaboration das Higgs-Boson. Die genauen Eigenschaften werden noch weiter erforscht.

## Physik am ATLAS-Experiment
Mit dem ATLAS-Detektor wird das Standardmodell der Teilchenphysik überprüft und nach möglicher Physik jenseits des Standardmodells gesucht.

### Ursprung der Teilchenmassen
Ein wichtiger Forschungsbereich ist die Frage, wie es zu den stark unterschiedlichen Massen der Elementarteilchen kommt. Die Massen reichen von den winzigen, noch nicht genau bekannten Massen der Neutrinos bis zur Masse des Top-Quarks, die der eines Gold-Atoms entspricht. Damit ist das schwerste Elementarteilchen mindestens 200 Milliarden Mal so schwer wie das leichteste. Untersucht wird in diesem Zusammenhang der Higgs-Mechanismus. Danach entstehen unterschiedliche Teilchenmassen, weil Teilchen unterschiedlich stark an das Higgsfeld koppeln. Daher werden Higgs-Bosonen als Anregung des Higgsfeldes gemessen. Dies ist möglich, indem man die Zerfälle der Teilchen untersucht. Unklar bleibt aber auch mit dem Higgs-Mechanismus, wieso die Kopplungskonstanten so verschieden sind.

### Vereinheitlichung der Wechselwirkungen und Supersymmetrie
Die Vereinheitlichung der vier fundamentalen Wechselwirkungen zu einer Quantenfeldtheorie, die auch die Gravitation mit einbezieht, bildet einen weiteren Forschungsschwerpunkt. Da diese Vereinheitlichung erst auf Energieskalen weit jenseits der in absehbarer Zeit experimentell erreichbaren Energien geschieht, ist eine direkte Beobachtung nicht möglich. Supersymmetrie ist eine Voraussetzung für eine Vereinheitlichung, weshalb mit ATLAS gezielt nach supersymmetrischen Teilchen gesucht wird. Gelänge es, supersymmetrische Partner der heute bekannten Elementarteilchen nachzuweisen, ließen sich zumindest drei der vier Grundkräfte in einer großen vereinheitlichen Theorie kombinieren. Bislang (Stand: 2014) wurden keine neuen Teilchen entdeckt, die bisherigen Ausschlussgrenzen konnten jedoch verbessert werden.

### B-Physik
Darüber hinaus wird am ATLAS-Detektor auch B-Physik betrieben. Dabei wird der Zerfall von B-Mesonen und ihrer Antiteilchen beobachtet. Wenn sich dabei Unterschiede in den Wahrscheinlichkeiten für bestimmte Zerfallskanäle zwischen Teilchen und Antiteilchen zeigen, ist dies eine Verletzung der CP-Symmetrie. Solche CP-verletzenden Prozesse sind Voraussetzung dafür, dass es im Universum, wie beobachtet, mehr Materie als Antimaterie geben kann. Diese Messungen ergänzen und überprüfen oft Ergebnisse des LHCb-Experiments, beispielsweise bei der Mischung von Bs-Mesonen oder den seltenen Zerfällen Bs → µµ und B0 → µµ
Man hofft aber auch bisher unbekannte CP-verletzende Prozesse durch die Entdeckung neuer Teilchen zu finden.

### Substruktur von Teilchen
Im Bereich der Elementarteilchenphysik wird untersucht, ob Leptonen und Quarks eine Substruktur haben und also aus anderen Teilchen zusammengesetzt sind. Damit könnte möglicherweise eine Antwort auf die Frage gefunden werden, ob es tatsächlich genau drei Generationen von Elementarteilchen gibt und ob es noch weitere unentdeckte Teilchen gibt. Bislang (Stand: 2014) wurde keine Substruktur gefunden und solche Modelle konnten teilweise ausgeschlossen werden.

### Weitere Analysen
Neben diesen Hauptaufgaben ist der ATLAS-Detektor auch darauf ausgelegt, weitere Forschungsfelder abzudecken. Dazu zählen etwa Prozesse der Quantenchromodynamik sowie die Suche nach Teilchen mit anormalen Quantenzahlen wie beispielsweise Leptoquarks oder Dileptonen.

## Aufbau des Detektors
ATLAS hat die Form eines Zylinders mit einer Länge von 46 m und einem Durchmesser von 25 m und hat ein Gewicht von 7.000 Tonnen. Damit ist er der größte bislang gebaute Teilchendetektor. Das Experiment besteht aus vier übergeordneten Systemen. Die Systeme sind, wie bei Teilchendetektoren für Colliding-Beam-Experimente üblich, in einer Zwiebelschalenstruktur angeordnet, wobei jede Schicht nur ausgewählte Teilchen und auch nur bestimmte Eigenschaften dieser Teilchen misst.

### Magnetsystem
Das Magnetsystem erzeugt das magnetische Feld, welches geladene Teilchen ablenkt. Es besteht aus einem zentralen Solenoid-Magnetfeld von 2 Tesla, dem Endkappen-Toroiden und dem Barrel-Toroiden. Toroide sind Magnete in Form eines Torus, welche im Inneren ein sehr homogenes Magnetfeld erzeugen. Durch die Krümmung der Flugbahn geladener Teilchen kann deren Impuls bestimmt werden.

### Innerer Detektor
Der Innere Detektor besteht aus drei Subdetektoren. Der innerste Teil ist der ATLAS-Pixeldetektor mit vier Lagen Siliziumsensoren. Die Sensoren beginnen in einem Abstand von 32 mm um den Wechselwirkungsbereich der Strahlen herum und erlauben eine hohe Auflösung der einzelnen Wechselwirkungspunkte. Um den Pixeldetektor herum schließt sich ein Silizium-Streifendetektor an, der weitere Spurpunkte zur Bestimmung der Flugbahn liefert. Der Übergangsstrahlungsspurdetektor (engl. Transition Radiation Tracker, TRT) ist der äußerste Teil des inneren Detektors und registriert etwa 30 Spurpunkte pro durchgehendem ionisierenden Teilchen. Durch den Nachweis von Übergangsstrahlung kann außerdem zwischen Elektronen und Hadronen unterschieden werden.

### Kalorimetersystem
Das Kalorimetersystem besteht aus einem elektromagnetischen Kalorimeter und einem hadronischen Kalorimeter. Das gesamte elektromagnetische und Teile des hadronischen Kalorimeters benutzen flüssiges Argon als aktives Detektormaterial und wurden deshalb in insgesamt drei Kryostaten eingebaut. Der äußere Teil des hadronischen Kalorimeters beruht auf Szintillator-Technik. Das elektromagnetische Kalorimeter bestimmt Impuls und Energie von elektromagnetisch wechselwirkenden Teilchen. Der Wechselwirkungsquerschnitt ist dabei umgekehrt proportional zur Masse des geladenen Teilchens, weshalb vorrangig Elektronen-Photonen-Schauer detektiert werden. Das sich nach außen hin anschließende hadronische Kalorimeter bestimmt die Energie der Hadronen.

### Myon-Detektoren
Es werden zwei verschiedene Myon-Detektoren eingesetzt. Das erste System (precision chambers) mit einer hohen Ortsauflösung wird primär zur Bestimmung von Spurverlauf und Impuls der Myonen eingesetzt, das zweite wird primär zur Triggerung benutzt, das heißt zur schnellen Markierung von physikalisch interessanten Ereignissen mit Myonen.
Die Myonen können getrennt von anderen Teilchen gemessen werden, da sie nicht an der starken Wechselwirkung beteiligt sind und wegen ihrer großen Masse die Kalorimeter ungestört durchqueren können.